# Torre Cerredo
La Torre Cerredo (in lingua asturiana: La Torre Cerréu), anche chiamata Torrecerredo o Torre de Cerredo, con i suoi 2648 m s.l.m. è la montagna più alta delle Asturie, della Castilla y León, della cordigliera Cantabrica (e quindi anche dei Picos de Europa) e di tutto il nord-ovest della Penisola iberica.

## Geografia

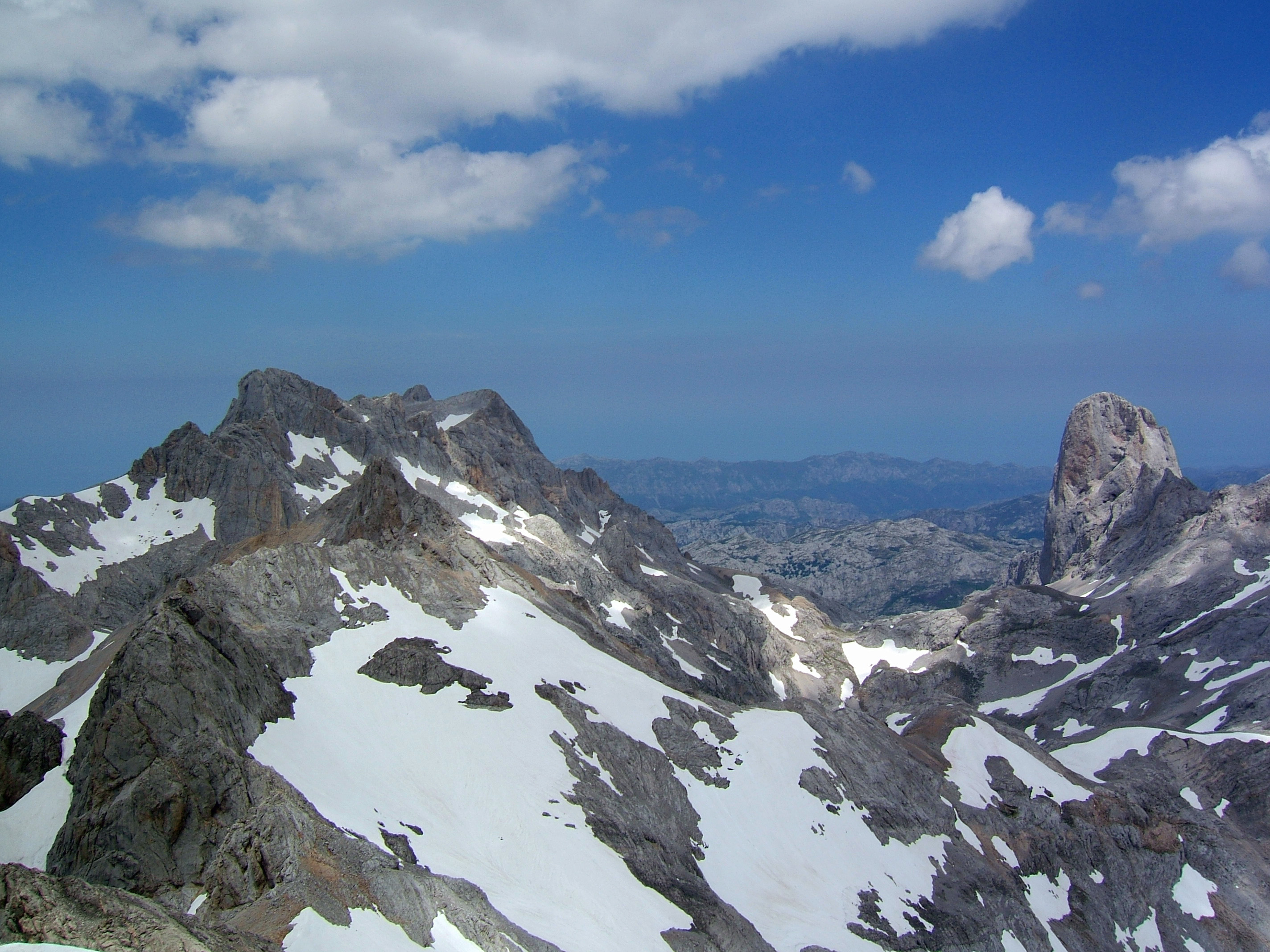
Vista da nord.

La montagna appartiene al massiccio centrale dei Picos de Europa (o Macizo de los Urrieles) ed è collocata sul confine tra le Asturie e la Provincia di León.
La sua cima, che rispetto al río  Cares presenta un dislivello di 2200 metri, offre un grandioso panorama sul massiccio occidentale (Cornión) e sui solchi vallivi tributari della gola di Cares.

## Accesso alla vetta
La salita alla vetta fu effettuata per la prima volta il 30 giugno del 1882 dall'alpinista e geografo francese Aymar de Saint-Saud, assieme a Paul Labrouche, Luis Suárez e Francois Salles. La via normale comincia a Jou de Cerredo e viene considerata di difficoltà PD-. L'avvicinamento avviene in genere a partire dai vicini rifugi di Jou de los Cabrones o di Vega de Urriellu.

## Tutela naturalistica
La Torre Cerredo e l'area circostante sono comprese nel Parco nazionale dei Picos de Europa.